# Taj Mahal
Taj Mahal — дебютний студійний альбом американського блюзового музиканта Тадж-Махала, випущений лейблом Columbia у 1968 році.

## Про альбом
Записаний у серпні 1967 року.

## Визнання
2020 року альбом Taj Mahal було внесено до Зали слави премії «Греммі».

## Список композицій
1. «Leaving Trunk» (Сліпі Джон Естес) — 4:51
2. «Statesboro Blues» (Блайнд Віллі Мактелл) — 2:59
3. «Checkin' Up on My Baby» (Санні Бой Вільямсон II) — 4:55
4. «Everybody's Got to Change Sometime» (Сліпі Джон Естес) — 2:57
5. «EZ Rider» (Тадж-Махал) — 3:04
6. «Dust My Broom» (Роберт Джонсон) — 2:39
7. «Diving Duck Blues» (Сліпі Джон Естес) — 2:42
8. «The Celebrated Walkin' Blues» (народна) — 8:52

## Учасники запису
- Тадж Махал — гітара, вокал, губна гармоніка, слайд-гітара, аранжування
- Джессі Ед Дейвіс — соло-гітара
- Рай Кудер — ритм-гітара
- Джеймс Томас — бас
- Сенфорд Конікофф — фортепіано
- Кейсі Джонс — ударні